# Pyramidophoriella brunnea
Pyramidophoriella brunnea är en stekelart som beskrevs av Karl-Johan Hedqvist 1969. Pyramidophoriella brunnea ingår i släktet Pyramidophoriella och familjen puppglanssteklar. Inga underarter finns listade i Catalogue of Life.